# Yoko Yoneda
Yoko Yoneda (米田 容子, Yoneda Yoko), née le 22 septembre 1975 à Ōsakasayama, est une nageuse synchronisée japonaise.

## Carrière
Lors des Jeux olympiques de 2000 à Sydney, Yoko Yoneda remporte la médaille d'argent olympique en ballet avec Rei Jimbo, Miho Takeda, Raika Fujii, Miya Tachibana, Yoko Isoda, Juri Tatsumi et sa sœur Yuko Yoneda.
Elle réédite cette performance à Athènes pour les Jeux olympiques de 2004. Elle est vice-championne en ballet avec Miho Takeda, Juri Tatsumi, Yuko Yoneda, Michiyo Fujimaru, Saho Harada, Naoko Kawashima, Kanako Kitao et Emiko Suzuki.